# Vanessa carye
Vanessa carye, llamada vulgarmente mariposa colorada, mariposa de la tarde, dama de dos ojos u oruga de las malvaceas, es una mariposa de la familia Nymphalidae. Se encuentra en gran parte de Sudamérica, desde las montañas de Colombia, pasando por Ecuador, Perú, Bolivia, Chile, Sur de Brasil, Paraguay y hasta la Patagonia en Argentina y Chile. Se encuentra además en Isla de Pascua (Chile) y el archipiélago polinesio Tuamotu en el extremo oriental de Oceanía.

## Descripción
Es de tamaño medio: 45 a 55 mm, pero también puede presentarse más pequeña: 28 a 30 mm. En su faz dorsal es de color negro y naranja con dibujos y manchas muy variadas, mientras que su faz ventral tiene diseños más complejos en colores beige, café, naranja y unos pequeños detalles azulosos. Por sus colores, dibujos, hábitos y forma de vuelo puede ser fácilmente confundida con su congenérica Vanessa braziliensis. Pero, V. carye, tiene una hilera distintiva de cuatro ocelos posmediales negros con “pupila” celeste en la faz dorsal de cada ala posterior que tienen carácter definitorio para la separación de ambas especies.

## Ciclo

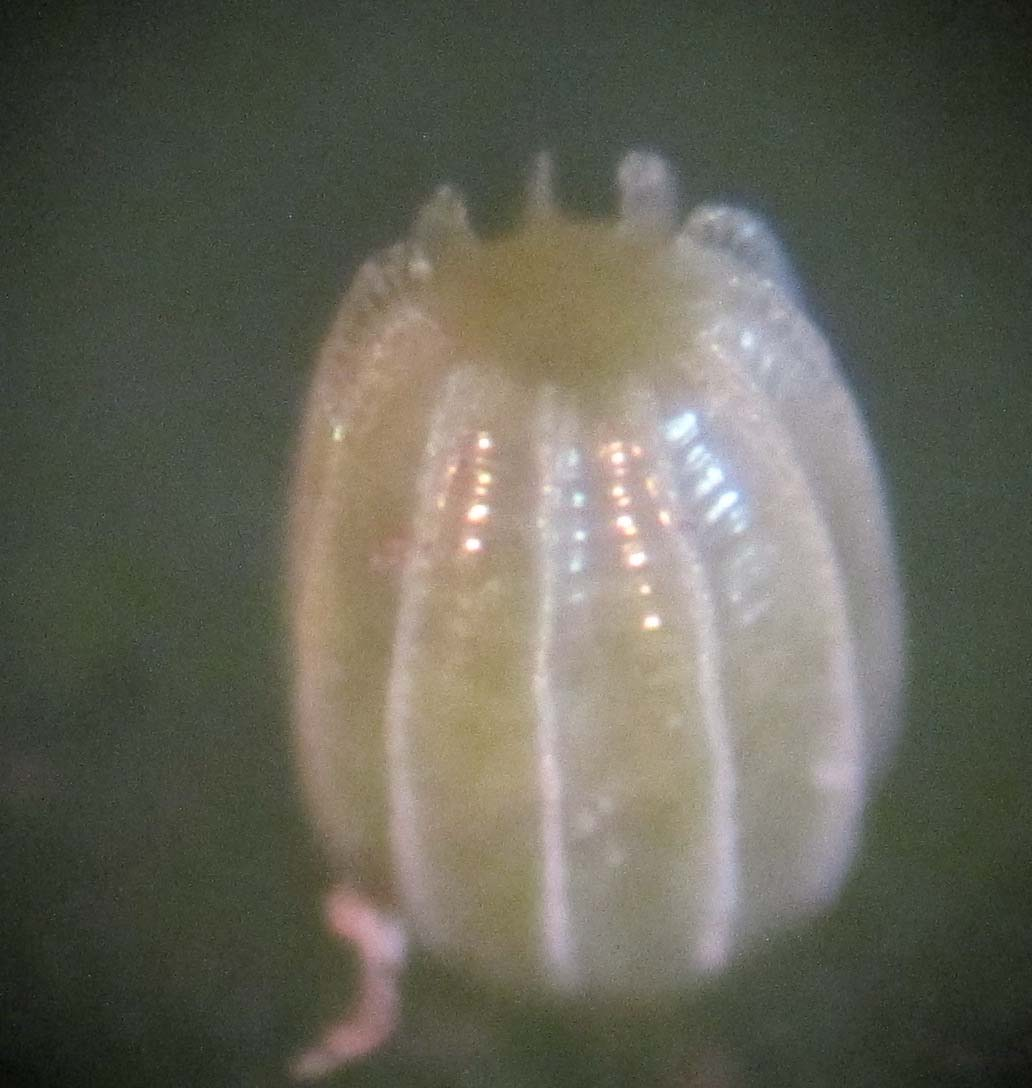
Huevo

La larva en su primer estadio de crecimiento no supera los 6 a 8 mm de largo por 1 mm de ancho, alcanzando los 30 mm de largo por 3 de ancho antes de pupar. De color negro al comienzo y a medida que avanza del primer al cuarto y quinto estadio de crecimiento (mudas), aparecen pequeños puntos y figuritas de color amarillo claro y adquiere un color gris castaño.  La pupa alcanza los 22 a 23 mm de largo por 6 a 7 mm de ancho. De color castaño-verdoso a castaño oscuro

## Plantas hospedantes de la larva
Al contrario de otras especies de Vanessa que se especializan en Asteraceae, Vanessa carye tiene muchas plantas hospedantes de diferentes familias. Hayward (1969) se explaya acerca del tema “Aunque posiblemente la planta preferida de las larvas es Sphaeralcea bonariensis Gris., se alimentan igualmente de otras especies de la misma familia (Malvaceae), como por ejemplo de Pavonea sp., Althaea rosea y Malva parviflora". Entre las otras muchas plantas que sirven de alimento a Vanessa carye se pueden mencionar las siguientes: Urtica ureas L. (Urticaceae); Cynara cardunculus, Gallardia megapotamica, Gallardia scabiosoides y Wedelia glauca (Compositae)”. Algunos la llaman “oruga de las Malváceas” con una larga serie bibliográfica de referencias que agregan a las especies ya conocidas de Helianthus annuus (Asteraceae), Pelargonium zonale (Geranideae), 
Pelargonium peltatum y otras especies de Geraniaceae y Malvaceae como Abutilium ceratocarpum, en Chile, al igual que Abutilium urtifolium; también Gossypinum hirsutum, Lavatera arborea, Lavatera trimetris, Malva grandifolia, Malva nicasio, Malvastrum spp., Pavonea spinifex, Pavonea sp., Sphaeralcea obtusilaba. Entre las Papaveraceae está Papaver somniferum. Hay muchas otras especies hospedadoras que pueden consultarse.

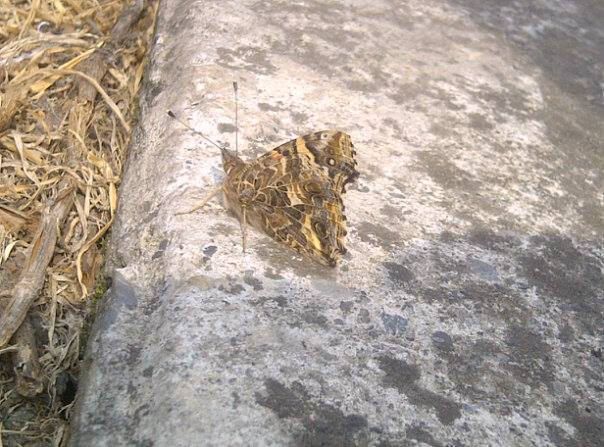
Vanessa carye tomando el sol